# 전한의 행정 구역
전한의 행정 구역은 진나라에 비해 간소하게 바뀌었으나, 군현(郡縣) 제도는 그대로 유지하였다. 중국 전역을 14개의 주(州)로 나누어 주군현(州郡縣) 체제를 완성하였으며, 각 주에 자사(刺史)를 파견하여 각 주의 실무를 담당하는 관리의 감찰을 맡게 했다. 이러한 형식은 후한 말기까지 유지되었으며, 이후의 중국 대륙에 세워진 국가들에도 영향을 미쳤다.

## 개요
고제(高帝)는 전한 건국 후 진나라의 군현제와 주나라의 봉건제를 절충한 군국제를 시행하였다. 이후 조정의 권력이 확립되는 과정에서 유방은 한신(韓信) · 팽월(彭越) 등의 제후왕들을 차례로 제거하고, 이에 반발한 영포(英布) · 노관(盧綰) 등의 모반을 진압하였다. 그 자리에 자기 일족인 개국 공신들과 자신의 아들들을 임명하였으며, 왕국(王國)의 개수도 9개로 정리하였다. 하지만 한나라에서는 각 왕국의 승상만을 임명할 뿐이었고, 각 왕국의 행정 · 군사 권한을 가진 제후(諸侯)들이 점차 독자적인 세력을 형성하였으며, 이들은 여러 군(郡)을 자신의 세력 하에 두었고, 그 수는 한나라 전체 군의 2/3에 이르렀다.
이에 문제(文帝)와 경제(景帝)는 제후왕들의 세력을 축소시키는 정책을 추진하였으며, 이러한 변화는 오초칠국의 난이 발생하게 되는 결과를 가져왔다. 반란을 평정한 뒤, 조정에서는 한 제후왕이 한 군 이상을 다스리지 못하도록 했고, 각 군과 현에 군수(郡守)와 현령(縣令)을 임명하였다. 무제 때에는 주보언(主父偃)의 의견으로 제후왕의 영지를 자식들에게 나누어 주어 왕국을 축소시키는 추은령(推恩令)을 시행하였다.
중앙집권체제가 확립되어 나라가 안정을 되찾자, 무제는 이전에 중국 세력이 도달하지 못한 북부, 서북부, 서남부 방향으로 해외 원정을 펼쳐 영토를 확장하였다. 그 결과, 무제는 당시 중국 역사상 가장 넓은 영토를 다스리게 되었으며, 새로 정복한 지역에 군(郡)과 현(縣)을 설치하였고, 중국 전역을 14개의 주(州)로 나누어 각 주에 자사(刺史)를 파견하였다. 이 당시의 주는 정치적인 성격을 갖지는 않았지만, 조정에서 임명한 주자사가 각 주의 실무를 담당하는 관리의 감찰을 맡게 하여 중앙 정부가 지방 행정에 직접적으로 관여하게 되었다. 이러한 형식은 이후의 중국 대륙에 세워진 국가들에도 영향을 미쳤다.
이외에도 한나라는 서역도호부(西域都護府)를 설치하여, 서역(西域)에 대한 군사적 영향력을 증대시켰다.

## 행정 구역과 지방 장관 체제
전한 시대에는 지방 행정의 중심 역할을 하는 군(郡)을 두었으며, 각 군에 군수(郡守)를 임명하여 행정을 담당하게 하였고, 군수는 후에 태수(太守)로 명칭이 바뀌었다. 황자(皇子)가 봉해진 군을 왕국(王國)이라고 하며, 각 왕국에는 태수의 역할을 하는 상(相)이 임명되었다.
각 군과 왕국의 아래에는 현(縣)을 두었으며, 일만 호(戶) 이상의 현에는 현령(縣令)을, 일만 호 이하의 현에는 현장(縣長)을 임명하여 행정을 담당하게 하였다. 태후(太后) 또는 공주(公主)가 봉해진 현을 읍(邑)이라고 하며, 이민족(異民族)이 모여 있는 현을 도(道)라고 하고, 각 읍과 도에도 현령 또는 현장이 임명되었다. 열후(列侯)가 봉해진 현을 후국(侯國)이라고 하며, 각 후국에는 현령 또는 현장의 역할을 하는 상(相)이 임명되었다.

## 행정 구역 목록
| 주          | 군                  |
| ----------- | ------------------- |
| 경기 (京畿) | 경조윤 (京兆尹)     |
| 경기 (京畿) | 좌풍익 (左馮翊)     |
| 경기 (京畿) | 우부풍 (右扶風)     |
| 경기 (京畿) | 홍농군 (弘農郡)     |
| 경기 (京畿) | 하동군 (河東郡)     |
| 경기 (京畿) | 하내군 (河內郡)     |
| 경기 (京畿) | 하남군 (河南郡)     |
| 유주 (幽州) | 탁군 (涿郡)         |
| 유주 (幽州) | 발해군 (勃海郡)     |
| 유주 (幽州) | 상곡군 (上谷郡)     |
| 유주 (幽州) | 어양군 (漁陽郡)     |
| 유주 (幽州) | 우북평군 (右北平郡) |
| 유주 (幽州) | 요서군 (遼西郡)     |
| 유주 (幽州) | 요동군 (遼東郡)     |
| 유주 (幽州) | 현도군 (玄菟郡)     |
| 유주 (幽州) | 낙랑군 (樂浪郡)     |
| 유주 (幽州) | 광양군 (廣陽郡)     |
| 유주 (幽州) | 대군 (代郡)         |
| 기주 (冀州) | 위군 (魏郡)         |
| 기주 (冀州) | 거록군 (鉅鹿郡)     |
| 기주 (冀州) | 상산군 (常山郡)     |
| 기주 (冀州) | 청하군 (淸河郡)     |
| 기주 (冀州) | 조국 (趙國)         |
| 기주 (冀州) | 광평국 (廣平國)     |
| 기주 (冀州) | 진정국 (眞定國)     |
| 기주 (冀州) | 중산국 (中山國)     |
| 기주 (冀州) | 신도국 (信都國)     |
| 기주 (冀州) | 하간국 (河間國)     |
| 병주 (幷州) | 태원군 (太原郡)     |
| 병주 (幷州) | 상당군 (上黨郡)     |
| 병주 (幷州) | 운중군 (雲中郡)     |
| 병주 (幷州) | 정양군 (定襄郡)     |
| 병주 (幷州) | 안문군 (雁門郡)     |
| 청주 (靑州) | 평원군 (平原郡)     |
| 청주 (靑州) | 천승군 (千乘郡)     |
| 청주 (靑州) | 제남군 (濟南郡)     |
| 청주 (靑州) | 제군 (齊郡)         |
| 청주 (靑州) | 치천국 (淄川國)     |
| 청주 (靑州) | 북해군 (北海郡)     |
| 청주 (靑州) | 동래군 (東萊郡)     |
| 청주 (靑州) | 교동국 (膠東國)     |
| 청주 (靑州) | 고밀국 (高密國)     |
| 서주 (徐州) | 낭야군 (琅邪郡)     |
| 서주 (徐州) | 동해군 (東海郡)     |
| 서주 (徐州) | 임회군 (臨淮郡)     |
| 서주 (徐州) | 초국 (楚國)         |
| 서주 (徐州) | 사수국 (泗水國)     |
| 서주 (徐州) | 광릉국 (廣陵國)     |
| 연주 (兗州) | 동군 (東郡)         |
| 연주 (兗州) | 진류군 (陳留郡)     |
| 연주 (兗州) | 산양군 (山陽郡)     |
| 연주 (兗州) | 제음군 (濟陰郡)     |
| 연주 (兗州) | 태산군 (泰山郡)     |
| 연주 (兗州) | 성양국 (城陽國)     |
| 연주 (兗州) | 회양국 (淮陽國)     |
| 연주 (兗州) | 동평국 (東平國)     |
| 예주 (豫州) | 영천군 (潁川郡)     |
| 예주 (豫州) | 여남군 (汝南郡)     |
| 예주 (豫州) | 패군 (沛郡)         |
| 예주 (豫州) | 양국 (梁國)         |
| 예주 (豫州) | 노국 (魯國)         |
| 형주 (荊州) | 남양군 (南陽郡)     |
| 형주 (荊州) | 남군 (南郡)         |
| 형주 (荊州) | 강하군 (江夏郡)     |
| 형주 (荊州) | 계양군 (桂陽郡)     |
| 형주 (荊州) | 무릉군 (武陵郡)     |
| 형주 (荊州) | 영릉군 (零陵郡)     |
| 형주 (荊州) | 장사국 (長沙國)     |
| 양주 (揚州) | 여강군 (廬江郡)     |
| 양주 (揚州) | 구강군 (九江郡)     |
| 양주 (揚州) | 회계군 (會稽郡)     |
| 양주 (揚州) | 단양군 (丹陽郡)     |
| 양주 (揚州) | 예장군 (豫章郡)     |
| 양주 (揚州) | 육안국 (六安國)     |
| 익주 (益州) | 한중군 (漢中郡)     |
| 익주 (益州) | 광한군 (廣漢郡)     |
| 익주 (益州) | 촉군 (蜀郡)         |
| 익주 (益州) | 파군 (巴郡)         |
| 익주 (益州) | 건위군 (犍爲郡)     |
| 익주 (益州) | 월수군 (越嶲郡)     |
| 익주 (益州) | 익주군 (益州郡)     |
| 익주 (益州) | 장가군 (牂柯郡)     |
| 익주 (益州) | 무도군 (武都郡)     |
| 양주 (凉州) | 농서군 (隴西郡)     |
| 양주 (凉州) | 금성군 (金城郡)     |
| 양주 (凉州) | 천수군 (天水郡)     |
| 양주 (凉州) | 무위군 (武威郡)     |
| 양주 (凉州) | 장액군 (張掖郡)     |
| 양주 (凉州) | 주천군 (酒泉郡)     |
| 양주 (凉州) | 돈황군 (敦煌郡)     |
| 양주 (凉州) | 안정군 (安定郡)     |
| 삭방 (朔方) | 북지군 (北地郡)     |
| 삭방 (朔方) | 상군 (上郡)         |
| 삭방 (朔方) | 서하군 (西河郡)     |
| 삭방 (朔方) | 삭방군 (朔方郡)     |
| 삭방 (朔方) | 오원군 (五原郡)     |
| 교지 (交趾) | 남해군 (南海郡)     |
| 교지 (交趾) | 울림군 (鬱林郡)     |
| 교지 (交趾) | 창오군 (蒼梧郡)     |
| 교지 (交趾) | 교지군 (交趾郡)     |
| 교지 (交趾) | 합포군 (合浦郡)     |
| 교지 (交趾) | 구진군 (九眞郡)     |
| 교지 (交趾) | 일남군 (日南郡)     |

## 참고 문헌
- 《한서》 (漢書)